# Bertreville-Saint-Ouen
Bertreville-Saint-Ouen är en kommun i departementet Seine-Maritime i regionen Normandie i norra Frankrike. Kommunen ligger i kantonen Longueville-sur-Scie som tillhör arrondissementet Dieppe. År 2022 hade Bertreville-Saint-Ouen 339 invånare.

## Befolkningsutveckling
Antalet invånare i kommunen Bertreville-Saint-Ouen
| Referens: INSEE |